# Raymond Centène
Raymond Michel René Centène (Banyuls-sur-Mer, 20 de março de 1958) - padre católico francês, bispo de Vannes desde 2005.
Foi ordenado sacerdote em 27 de junho de 1993 e incardinado na diocese de Perpignan-Elne. Ele trabalhou como capelão de prisão e também foi capelão de escoteiros e uma das universidades de Perpignan. Em 1997 tornou-se pároco de S. José naquela cidade.
Em 28 de junho de 2005, o Papa Bento XVI o nomeou Ordinário da diocese de Vannes. Foi ordenado bispo em 16 de outubro de 2005 pelo arcebispo François Saint-Macary.